# Philoponella semiplumosa
Philoponella semiplumosa är en spindelart som först beskrevs av Simon 1893.  Philoponella semiplumosa ingår i släktet Philoponella och familjen krusnätsspindlar. Inga underarter finns listade i Catalogue of Life.